# Invazija na Quebec
Invazija na Quebec ali tudi Vojna za Quebec (junij 1775 – oktober 1776, francosko Invasion du Québec) je bila prva velika vojaška iniciativa nove kontinentalne vojske med Ameriško vojno za neodvisnost. Cilj kampanje je bil prevzeti Provinco Quebec (del sodobne Kanade) od  kraljevine Velike Britanije in prepričati francosko govoreče Kanadčane, da se pridružijo revoluciji na strani Trinajstih kolonij. Ena odprava je odšla iz Fort Ticonderoge pod Richardom Montgomeryem, oblegala in zavzela Fort Saint-Jean (Quebec) ter skoraj ujela britanskega generala Guya Carletona med napadom na Montreal. Druga odprava, pod Benedictom Arnoldom, je odšla iz Cambridge, Massachusettsa in z velikimi težavami potovala skozi divjino Maine do Quebec Citya. Obe sili sta se tam združili, vendar sta bili poraženi v bitki za Quebec decembra 1775.
Montgomeryjeva odprava je odšla iz Fort Ticonderoga konec avgusta in sredino septembra začela obleganje Fort St. Johns, glavne obrambne točke južno od Montreala. Ko je bila trdnjava oktobra zavzeta, je Carleton zapustil Montreal in pobegnil v Quebec City, Montgomery pa je prevzel nadzor nad Montrealom, preden se je odpravil proti Quebecu z vojsko, ki je bila zaradi iztekanja vpisa znatno oslabljena. Tam se je pridružil Arnoldu, ki je zapustil Cambridge v začetku septembra na napornem pohodu skozi divjino, ki je njegove vojake pustila lačne in brez številnih zalog in opreme.
Te sile so se decembra združile pred Quebec Cityem in napadle mesto v snežnem nevihtnem dnevu. Bitka je bila katastrofalni poraz za kontinentalno armado; Richard Montgomery je bil ubit, Arnold pa ranjen, medtem ko so branilci mesta utrpeli malo žrtev. Arnold je nato izvajal neučinkovito obleganje mesta, med katerim so uspešne propagandne kampanje okrepile lojalistične sentimente in groba uprava generala Davida Woostera v Montrealu nadlegovala tako podpornike kot nasprotnike Američanov.
Britanci so maja 1776 poslali več tisoč vojakov pod generalom John Burgoynom, vključno z hessenskimi najemniki, da so okrepili pokrajino. General Carleton je nato začel protiofenzivo, zaradi česar so bili oslabljeni in neorganizirani kontinentalni vojaki potisnjeni nazaj v Fort Ticonderoga. Kontinentalna armada pod Arnoldovim poveljstvom je zadostno ovirala britansko napredovanje, da napada na Fort Ticonderoga v letu 1776 ni bilo možno izvesti. Končanje kampanje je pripravilo teren za saratoško kampanjo v dolini reke Hudson.

## Imenovanje
Cilj ameriške vojaške kampanje, nadzor nad britansko pokrajino Quebec, se je pogosto imenoval "Kanada" leta 1775. Na primer, pooblastilo drugega kontinentalnega kongresa za generala Philip Schuylerja za kampanjo je vključevalo jezik, ki je predvideval, da, če to "ni neprijetno Kanadčanom", "takoj prevzamejo Fort Saint-Jean (Quebec), Montreal in katerikoli drugi del države" ter "izvedejo katere koli druge ukrepe v Kanadi", ki bi lahko "spodbudili mir in varnost" kolonij.
Tudi relativno sodobne zgodovinske knjige, ki podrobno pokrivajo kampanjo, jo v svojih naslovih imenujejo Kanada (glej reference). Teritorij, ki ga je Velika Britanija imenovala Quebec, je bil do leta 1763 v veliki meri Francoska Kanada, ko ga je Francija predala Veliki Britaniji v Pariškem sporazumu (1763),ki je uradno končala Francosko-indijansko vojno. (Francoski voditelji so predali provinco britanski vojski leta 1760.) Ime "Québec" se v tem članku uporablja, razen v citatih, ki posebej omenjajo "Kanado", da se izognemo zmedi med to zgodovinsko uporabo in uporabo v povezavi s sodobno državo Kanado.

## Ozadje
Spomladi leta 1775 se je ameriška revolucionarna vojna začela z bitko pri Lexingtonu in Concordu. Konflikt je bil nato v zastoju, britanska vojska pa je bila obkoljena z kolonialnimi milicami v obleganju Bostona. Maja 1775, obveščen o nizki obrambi in prisotnosti težkega orožja v britanskem Fort Ticonderoga, sta Benedict Arnold in Ethan Allen vodila enote kolonialnig milice, ki je zasedla Fort Ticonderoga in Fort Crown Point ter napadla Fort St. Johns, ki so bili ob tem času le slabo zaščiteni. Ticonderogo in Crown Point je v juniju zasedalo 1.000 pripadnikov milice iz Connecticuta pod poveljstvom Benjamin Hinmana.

### Pooblastilo kongresa
Prvi kontinentalni kongres, ki se je sestal leta 1774, je prej povabil francoske-kanadčane, da se pridružijo drugemu srečanju kongresa, ki naj bi se odvijal maja 1775, v javnem pismu z dne 26. oktobra, 1774. Drugi kontinentalni kongres je maja 1775 poslal drugo takšno pismo, vendar ni bilo nobenega vsebinskega odgovora na nobeno od njiju.
Po zasedbi Ticonderoge sta Arnold in Allen opozorila, da je potrebno Ticonderogo obdržati kot obrambo pred poskusi britanskih sil, da bi vojaško razdelile kolonije in sta prav tako poudarila, da je Quebec slabo zaščiten. Vsak od njiju je posebej predlagal ekspedicije proti Quebecu in predlagal, da bi bila sila že 1200–1500 moških zadostna, da bi britansko vojsko iz province pregnali. Kongres je najprej naročil, da se utrdbe zapustijo, kar je spodbudilo New York in Connecticut, da zagotovita vojake in material za namene, ki so bili v bistvu obrambne narave. Javne kritike iz Nove Anglije in New Yorka so izzvale kongres, naj spremeni svojo odločitev. Ko je postalo jasno, da Guy Carleton, guverner Quebeca, utrjuje Fort St. Johns in poskuša vključiti Irokeze v severnem New York v konflikt, je kongres sklenil, da je potrebna bolj aktivna pozicija. 27. junija 1775 je kongres pooblastil generala Philip Schuylera, da preuči situacijo in, če se zdi primerno, začne invazijo. Benedict Arnold, ki je bil spregledan za poveljevanje, je odšel v Boston in prepričal generala George Washingtona, da pošlje podporno enoto v Quebec City pod njegovim poveljstvom.

### Obrambne priprave
Po napadu na Fort St. Johns je bil general Carleton zelo pozoren na nevarnost invazije z juga in je brez takojšnje pomoči prosil generala Thomasa Gaga v Bostonu za okrepitev. Začel je zbirati lokalne milice, da bi pomagali pri obrambi Montreala in Quebec Cityja, kar je naletelo le na omejen uspeh. V odgovor na zasedbo Ticonderoge in napad na Fort St. Johns je poslal 700 vojakov, da bi zadržali to utrdbo na Richelieu River južno od Montreala, naročena je bila konstrukcija plovil za uporabo na Lake Champlainu, in povabila okoli sto Mohawk indijancev za pomoč pri obrambi. Sam je nadzoroval obrambo Montreala, vodil je le 150 rednih vojakov, saj se je zanašal na Fort St. Johns za glavno obrambo. Obrambo mesta Quebec je prepustil pod poveljstvom  Hectorja Theophilusa de Cramahéja.

### Pogajanja za podporo Indijancev
Guy Johnson, lojalist in britanski indijanski agent, ki je živel v dolini Mohawk v New Yorku, je imel precej prijateljske odnose z Irokezi v New Yorku in je bil zaskrbljen za svojo varnost in varnost svoje družine, potem ko je postalo jasno, da je patriotizem prevzel New York. Očitno prepričan, da ne more več varno opravljati posle za kraljestvo, je zapustil svojo posest v New Yorku z okoli 200 podporniki lojalistov in Mohawkov. Najprej je odšel v Fort Ontario, kjer je 17. junija iz indijanskih plemenskih voditeljev (večinoma Irokezov in Huronov) izsilil obljube o pomoč pri ohranjanju oskrbnih in komunikacijskih linij odprtih v tem območju ter podporo Britancem pri "vznemirjanju sovražnika". Od tam je odšel v Montreal, kjer je na sestanku z generalom Carletonom in več kot 1.500 domorodci izpogajal podobna soglasja in dostavil poglavarjem vojne pasove "da bodo pripravljeni za službo". Vendar so bili večinoma vključeni v ta soglasja samo Mohawki; druga plemena v Irokeški konfederaciji so večinoma izogibala tem konferencam in si prizadevala ostati nevtralna. Mnogi Mohawki so po konferenci ostali na območju Montreala; ko pa se je zdelo negotovo, ali bodo Američani dejansko izvedli invazijo leta 1775, se je večina njih do sredine avgusta vrnila domov.
Kontinentalni kongres je želel obdržati Šest narodov iz vojne. Julija 1775 je Samuel Kirkland, misijonar, ki je imel vpliv na Oneide prinesel izjavo iz kongresa: "želimo, da ostanete doma in se ne pridružite niti eni strani, temveč da ohranite sekire globoko zakopane." Medtem ko so Oneidi in Tuscarori ostali formalno nevtralni, je veliko posameznih Oneidov izrazilo simpatije z uporniki. Novica o Johnsonovem srečanju v Montrealu je spodbudila generala Schuylerja, ki je imel prav tako vpliv na Oneide, da je sklical konferenco v Albany, New York, ki je potekala sredi avgusta. Na konferenci je bilo prisotnih okoli 400 domorodcev (predvsem Oneidov in Tuscarorov ter le nekaj Mohawkov), Schuyler in drugi indijski komisarji so razložili težave, ki ločujejo kolonije od Britanije, poudarjajoč, da so kolonisti v vojni za ohranitev svojih pravic in ne poskušajo osvojiti indijanskih ozemelj. Zbrani voditelji so se strinjali, da ostanejo nevtralni, en Mohawk voditelj pa je dejal: "To je družinska zadeva" in da bodo "ostali mirni in gledali, kako se borite ... ven". Vendar pa so od Američanov izsilili koncesije, vključno z obljubami, da bodo naslovili odprte pritožbe, kot je vdor belih naseljencev na njihovo zemljo.

## Montgomeryeva odprava
Glavni udar invazije naj bi vodil general Schuyler, ki bi se podal po jezeru Champlain, da bi napadel Montreal in nato Quebec City. Ekspedicijo naj bi sestavljale sile iz New Yorka, Connecticuta in New Hampshira, pa tudi Green Mountain Boys pod Sethom Warnerjem, s preskrbo, ki jo je zagotovil New York. Vendar je bil Schuyler preveč previden in do sredine avgusta so kolonisti prejemali poročila, da general Carleton utrjuje obrambne položaje zunaj Montreala, in da so se nekatere avtohtone plemenske skupine pridružile Britancem.

### Pristop do St. Johnsa
25. avgusta, medtem ko je bil Schuyler na konferenci s staroselci, je Richard Montgomery izvedel, da so ladje, ki so jih gradili pri Fort St. Johns, blizu dokončanja. Montgomery je, izkoristivši Schuylerjevo odsotnost (in odsotnost ukazov, ki bi avtorizirali premik), vodil 1.200 vojakov, ki so se zbirali pri Ticonderogi, do sprednje pozicije na Île aux Noix ob Reki Richelieu, kjer so prispeli 4. septembra.
Schuyler, ki je zbolel, je dohitel vojake na poti. Poslal je pismo Jamesu Livingstonu, Kanadčanu, ki se je pripravljal na zbiranje lokalnih milic, da bi podprl ameriško prizadevanje, da obkroži območje južno od Montreala. Naslednji dan so sile odplule po reki do Fort Saint-Jean (Quebec), kjer so, potem ko so si ogledali obrambo in imeli kratek spopad, v katerem so na obeh straneh utrpeli izgube, umaknili nazaj na Île aux Noix. Spopad, v katerem so sodelovali staroselci na britanski strani, ni bil podprt iz trdnjave, kar je privedlo do umika Indijancev iz konflikta. Kakršna koli dodatna staroselska podpora Britancem je bila dodatno prekinjena z pravočasnim prihodom Oneidov na to območje, ki so ujeli mohawški vojaški odred, ki se je premikal iz Caughnawaga proti St. John's. Oneidi so prepričali odred, naj se vrne v njihovo vas, kjer so Guy Johnson, Daniel Claus in Joseph Brant poskušali pridobiti pomoč Mohavkov. Oneidi, ki so zavrnili srečanje z Johnsonom in Clausom, so Brantu in Mohavkom razložili pogoje albanske pogodbe. Brant in britanski agenti so odšli brez obljub o podpori. (V bolj uradnem preziru do Britancev so vojne pasove, ki jih je Guy Johnson dal Irokezom julija, predali nazaj ameriškim indijanskim komisionarjem decembra 1775.)
Po tem prvem spopadu je general Schuyler zbolel do te mere, da ni mogel nadaljevati, zato je poveljstvo predal Montgomeryju. Schuyler je odšel proti Fort Ticonderoga več dni kasneje. Po še enem neuspelem poskusu in prihodu dodatnih 800–1000 mož iz Connecticuta, New Hampshira in New Yorka ter nekaterih Green Mountain Boysov, je Montgomery končno začel oblegati Fort St. Jean 17. septembra, prekinil svoje komunikacije z Montrealom in zajel zaloge, namenjene trdnjavi. Ethan Allen je bil ujet naslednji teden v bitki pri Longue-Pointe, ko je, prekoračil navodila, da naj samo zbere lokalno milico, poskušal zavzeti Montreal z majhno skupino ljudi. Ta dogodek je povzročil kratek porast podpore milice za Britance; vendar so bili učinki razmeroma kratkotrajni, saj je veliko ljudi ponovno prebegnilo v naslednjih dneh. Po neuspelem poskusu generala Carltona, da bi razbremenil obleganje 30. oktobra, se je trdnjava končno predala 3. novembra.

## Zasedba Montreala se začne
Montgomery je nato odpravil svoje čete na sever in zasedel Nuns' Island|Otok sv. Pavla v reki Saint Lawrence 8. novembra, naslednji dan pa prečkal na Pointe-Saint-Charles, kjer so ga sprejeli kot osvoboditelja. Montreal je padel brez večjega boja 13. novembra, ko se je Carlton, odločil, da je mesto neobranljivo (in je doživel znatno dezertacijo milice po novici o padcu St. Johna), umaknil. Komaj je ušel ujetju, saj so nekateri Američani prečkali reko spodaj od mesta in vetrovi so preprečili njegovi floti, da bi odplula takoj. Ko se je njegova flota približala Sorelu, Quebec, jo je dosegla ladja, ki je nosila zastavo premirja. Ladja je prinesla zahtevo za predajo, trdila je, da bodo sicer topniške baterije spodaj uničile konvoj. Na podlagi negotovih informacij o tem, kako močne so te baterije, se je Carlton odločil, da se bo umaknil z ladje, potem ko je ukazal, da se odvržejo smodnik in strelivo, če bi se predaja izkazala za nujno. (Baterije so bile tam, a niso bile niti približno tako močne, kot so trdili.) 19. novembra se je britanska flota predala; Carlton, preoblečen v navadnega človeka, je odšel proti Quebec City. Ujete so bili tudi ladje, ki jih je britanska vojska zajela; med njimi je bil Moses Hazen, nekdanji Massachusettsčan, lastnik premoženja blizu trdnjave St. Jean, katerega slabo ravnanje britanskih vojakov z njim ga je obrnilo proti Britancem. Hazen, ki je imel bojno izkušnjo v Francoski in Indijanski vojni in je med vojno vodil 2. kanadski regiment, se je pridružil Montgomeryjevi vojski.
Pred odhodom iz Montreala proti Quebec Cityju je Montgomery objavil sporočilo prebivalcem, da Kongres želi, da se Quebec pridruži Ameriki in začel razprave z ameriškimi simpatizerji z namenom sklicati provinčno konvencijo za izbiro delegatov v Kongres. Pisal je tudi generalu Schuylerju in prosil, da se pošlje kongresna delegacija za prevzem diplomatskih dejavnosti.
Velik del Montgomeryjeve vojske je odšel domov zaradi poteka vpisa v vojsko po padcu Montreala. Potem je uporabil nekatere zajete čolne, da se 28. novembra premakne proti Quebec Cityju z okoli 300 vojaki, pri čemer je v Montrealu pustil približno 200 mož pod poveljstvom generala David Woosterja. Po poti se je pridružil Jamesu Livingstonu in njegovemu novoustanovljenemu 1. kanadskemu regimentu z okoli 200 možmi.

## Arnoldova odprava
Benedict Arnold, ki je bil zavrnjen za vodstvo ekspedicije v dolini Champlain, se je vrnil v Cambridge, Massachusetts in pristopil k Georgeu Washingtonu z idejo o podporni vzhodni invazijski enoti, ki bi napadla mesto Quebec. Washington je idejo odobril in dal Arnoldu 1.100 mož, vključno z Daniel Morganovimi strelci za ta pohod. Arnoldova enota je odplula iz Newburyporta, Massachusetts, do ustja reke Kennebec in nato proti Fort Western (današnja Augusta, Maine).
Arnoldova ekspedicija je bila uspešna v tem, da je uspel priti s četami do vrat mesta Quebec. Vendar pa je bila ekspedicija takoj po odhodu iz zadnjih pomembnih oporišč civilizacije v današnjem Maineu obremenjena s težavami. Bilo je potrebnih številno težkih prenosov čolnov po kopnem, medtem ko so se enote premikale po Kennebec River, čolni, ki so jih uporabljali, pa so pogosto puščali, kar je uničilo smodnik in zaloge hrane. Višina dežele med Kennebec in reko Chaudière je bila močvirnato zapletena preizkušnja jezer in potokov, kjer je bilo prečkanje zapleteno zaradi slabega vremena, kar je povzročilo, da se je četrtina enote obrnila nazaj. Spust po Chaudièreju je povzročil uničenje več čolnov in zalog, saj nesposobni vojaki niso mogli nadzorovati čolnov v hitrih vodah.
Ko je Arnold uspel priti do obrobja civilizacije ob reki Saint Lawrence novembra, je njegovo število moških znašalo le še 600 lačnih vojakov. Prepotovali so več kakor 700 kilometrov skozi neraziskano divjino. Ko sta Arnold in njegove enote končno prispeli na Polja Abrahama 14. novembra, je Arnold poslal pogajalca z belo zastavo, da zahteva njihovo predajo, a brez uspeha. Američani, brez topov in komaj primerni za akcijo, so se soočali z utrjenim mestom. Arnold, po tem ko je slišal za načrtovan vojški izpad iz mesta, je 19. novembra sklenil, da se umakne v Neuville, Quebec, da bi čakal na Montgomeryja, ki je nedavno osvojil Montreal. Ko se je usmeril navzgor po reki, je Carleton po porazu v Montrealu odplul nazaj v Quebec.
2. decembra je Montgomery končno prispel z reke iz Montreala z 500 vojaki, ki so prinesli zajete britanske zaloge in zimska oblačila. Obe enoti sta se združili in načrti za napad na mesto so bili pripravljeni. Tri dni kasneje je Kontinentalna vojska znova stala na Poljanah Abrahama in začela oblegati mesto Quebec.

## Bitka in obleganje Quebeca
Med načrtovanjem napada na mesto je Christophe Pélissier, Francoz, ki živi blizu Trois-Rivières, prišel na sestanek z Montgomeryjem. Pélissier, ki je politično podpiral ameriško zadevo, je upravljal železarno v Saint-Maurice, Quebec. Montgomery je z njim razpravljal o ideji o sklicu provincijske konvencije. Pélissier je svetoval, naj konvencije ne sklicujejo, dokler ne bo mesto Quebec zajeto, saj se prebivalci ne bi počutili svobodne delovati na ta način, dokler ne bo njihova varnost bolje zagotovljena. Oba sta se strinjala, da bo Pélissierjeva železarstvo zagotovilo strelivo za obleganje, kar je tudi storil, dokler se Američani niso umaknili maja 1776 (v tistem času je tudi Pélissier pobegnil in se končno vrnil v Francijo).
Montgomery se je pridružil Arnoldu in Jamesu Livingstonu v napadu na Quebec City med snežno nevihto 31. decembra 1775. Američani so bili številčno inferiorni in brez taktične prednosti, zato jih Carleton suvereno premagal. Montgomery je bil ubit, Arnold je bil ranjen, mnogo moških je bilo zajetih, vključno z Danielom Morganom. Po bitki je Arnold poslal Mozesa Hazena in Edwarda Antilla, še enega ameriškega izseljenca, da poročata o porazu in zaprosita za podporo Woosterju v Montrealu ter tudi kongresu v Filadelfiji.
Carleton se je odločil, da ne bo zasledoval Američanov, temveč je raje ostal v utrdbah mesta in čakal na okrepitve, za katere se je pričakovalo, da bodo prišle, ko se bo reka spomladi odtalila. Arnold je vzdrževal nekako neučinkovito obleganje mesta, vse do marca 1776, ko je bil povabljen v Montreal in zamenjan z generalom Woosterjem. V teh mesecih je oblegovalna vojska trpela zaradi težkih zimskih razmer, poleg tega pa je po taborišču začele znatno širiti črne koze. Te izgube so bile nadomeščene z vsakomesečnim prihodom majhnih skupin okrepitvenih enot. 14. marca je Jean-Baptiste Chasseur, mlinar, ki je živel nizvodno od mesta, vstopil v Quebec in obvestil Carletona, da je na južni strani reke 200 mož, pripravljenih, da delujejo proti Američanom. Ti in še drugi možje so bili mobilizirani, toda predhodnica je bila poražena v bitki pri Saint-Pierreu s strani odreda domače milice, ki je bila nameščena na južni strani reke.
Kongres, še preden je izvedel za poraz pri Quebecu, je pooblastil do 6.500 dodatnih vojakov za službo v Quebecu. Čez zimo so vojaki počasi prihajali v Montreal in tabor zunaj Quebec City. Do konca marca je oblegovalna vojska zrasla na skoraj 3.000 vojakov, čeprav je bilo skoraj četrtina teh neprimerna za služenje, predvsem zaradi črnih koz. Ameriški veteran invazije John Joseph Henry je kasneje povedal, da so se ameriški vojaki med kampanjo "cepili proti črnim kozam z vbodi pod nohti s pomočjo igel ali šivank." Ta praksa se je nadaljevala kljub poskusom vojaških uradnikov, da bi jo prepovedali, saj je zmanjšala borbeno učinkovitost invazijske sile. Poleg tega sta bila James Livingston in Moses Hazen, ki sta poveljevala 500 Kanadčanom v vojski, pesimistična glede zvestobe svojih mož in sodelovanja prebivalstva zaradi vztrajne lojalistične propagande.
Kongres je bil v dilemi glede prošenj, ki jih je Arnold naslovil za bolj izkušenega generalnega častnika, ki bi vodil oblegalne napore. Najprej so izbrali generala Charlesa Leeja, majorja z izkušnjami v britanski vojski, da bi vodil enote v Quebecu januarja. En teden pozneje so to odločitev preklicali in ga poslali na jug, da bi pomagal proti tamkajšnjemu pričakovanemu britanskemu napadu. (Britanski poskus je bil preprečen junija 1776 Bitka pri Sullivanovem otoku.) Končno so marca 1776 izbrali generalmajora Johna Thomasa, ki je služil v vojski, ki je oblegala Boston.

## Nezadovoljstvo v Montrealu
Ko je general Montgomery zapustil Montreal in se odpravil v Quebec, je mesto poveril v upravljanje brigadirju Davidu Woosterju iz Connecticuta. Medtem ko je Wooster sprva imel dobre odnose z lokalnim prebivalstvom, je sprejel vrsto ukrepov, ki so povzročili, da je lokalno populacijo začela motiti ameriško vojaška prisotnost. Po obljubi ameriških svoboščin in pravic prebivalstvu je začel aretirati lojaliste in groziti z aretacijo ter kaznovanjem vsakogar, ki bi bila proti ameriški stvari. Tudi razorožil je več skupnosti in poskušal prisiliti člane lokalne milice, da predajo svoje od kralja prejete čine. Tiste, ki so se uprli, so aretirali in zaprli v Fort Chambly. Ta in podobni dejanja, v kombinaciji s tem, da so Američani plačevali za dobave in storitve z papirnim denarjem namesto s kovanci, so razočarala lokalno prebivalstvo glede celotne ameriške pobude. 20. marca je Wooster odšel, da prevzame poveljstvo nad silami v Quebecu, pri čemer je Moses Hazen, ki je bil poveljnik 2. kanadskega polka, ostal v Montrealu, dokler Arnold ni prispel 19. aprila.
29. aprila je v Montreal prišla delegacija, ki so sestavljali trije člani kontinentalnega kongresa, skupaj z ameriškim jezuitom |ohnom Carrollom (kasneje prvim katoliškim škofom v Združenih državah) in francoskim tiskarjem iz Philadelphie (Fleury Mesplet). Kontinentalni kongres je tej delegaciji dodelil naloge oceniti situacijo v Quebecu in poskušati prepričati javno mnenje v svojo korist. Ta delegacija, ki je vključevala Benjamin Franklina, je bila v svojih prizadevanjih večinoma neuspešna, saj so bili odnosi že precej okrnjeni. Delegacija ni prinesla nobene trde valute, da bi olajšala naraščajoče dolgove prebivalstvu. Poskusi, da bi pridobili katoliško duhovstvo v svojo korist so spodleteli, saj so lokalni duhovniki opozorili, da je "Quebec Act", ki ga je sprejel parlament Velike Britanije|britanski parlament dal, kar so želeli. Fleury Mesplet, tiskar, medtem ko je sicer postavil svojo tiskarno, ni imel časa, da bi pred dogodki, ki so prehiteli delegacijo, karkoli natisnil in s tem širil ameriško propagando. Franklin in Carroll sta zapustila Montreal 11. maja, potem ko so izvedeli, da so ameriške sile v Quebecu v paničnem umiku in se vrnila v Philadephijo. Samuel Chase in Charles Carroll, druga dva delegata sta analizirala vojaško situacijo na območju južno in vzhodno od Montreala, ugotovila sta, da je to dobro mesto za postavitev obrambe. 27. maja sta napisala poročilo kongresu o situaciji in prav tako odšla proti jugu.

### Bitka pri Cedars
Nad Montrealom je bila vrsta majhnih britanskih garnizonov, ki Američane med okupacijo niso skrbeli. Ko se je bližala pomlad, so se bande Cayug, Senek in Mississaug začele zbirati pri Oswegatchie, New York, enem izmed teh garnizonov, kar je tamkajšnjemu poveljniku, kapetanu Georgeu Forsterju, dalo sile, s katerimi je lahko povzročil težave Američanom. Forster jih je rekrutiral na priporočilo lojalista, ki je pobegnil iz Montreala. Poleg tega je general Wooster na škodo tako patriotskih kot lojalističnih trgovcev zavrnil dovoljenje za trgovanje z Indijanci ob reki iz strahu, da bi se dobave poslane v to smer uporabljale za britanske sile, kongresna delegacija pa je njegovo odločitev preglasovala in dobave so začele teči iz mesta gor reko.
Da bi preprečili dotok dobav britanskim silam po reki navzgor in kot odgovor na govorice o zbiranju domorodcev, je Moses Hazen poslal polkovnika Timothy Bedela in 390 mož na položaj 40 mi (64 km) po reki pri Les Cèdres, Quebec (angleško: The Cedars), kjer so zgradili obrambo iz lesnega materiala. Polkovnik Forster je bil obveščen o teh premikih s strani indijskih vohunov in lojalistov in 15. maja se je začel premikati po reki navzdol z mešano enoto približno 250 domorodcev, milice in rednih vojakov. V nenavadnem nizu srečanj, znanem kot bitka pri Cedars, je Bedelov namestnik Isaac Butterfield predal vse te sile brez boja 18. Še dodatnih 100 mož, ki so prispeli kot okrepitve, se je 19. predalo po kratkem spopadu.

### Quinze-Chênes
Ko je prejel novice o Butterfieldovem ujetju, je Arnold takoj začel zbirati sile, da bi zajete vojake rešil in je utrdil položaj pri Lachine, Quebec, tik nad Montrealom. Forster, ki je pustil ujetnike za obzidjem pri Les Cèdres, se je približal Montrealu z enoto, ki je šteje okoli 500 mož. Do 24. maja je prejel obveščevalne podatke o Arnoldovem položaju in da Arnold pričakuje dodatne sile, ki bi ga številčno bistveno prekašale. Ker se je njegova enota zmanjševala, je sklenil dogovor s svojimi ujetniki, da jih zamenja za britanske ujetnike, ujete med obleganjem Fort St. Jean. Po kratki izmenjavi strelov z topovi pri Vaudreuil-Dorion, Quebec je Arnold prav tako privolil v izmenjavo, ki se je odvila med 27. in 30. majem.

## Okrepitev pride v Quebec

### Ameriške čete
General John Thomas ni mogel napredovati severno do konca aprila, zaradi ledu na jezeru Champlain. Zaskrbljen zaradi poročil o pripravljenosti enot in bolezni se je obrnil na Washingtona po dodatnih moških, da bi ga spremljali, medtem ko je čakal na izboljšanje razmer. Po prihodu v Montreal je izvedel, da so se mnogi možje zavezali, da bodo ostali le do 15. aprila in večina teh je bila odločena, da se po tem datumu vrne domov. To je bilo še oteženo z relativno nizkim številom prijav v regimente, ki so bili dejansko ustanovljeni za službo v Quebecu. En regiment z odobreno močjo 750 je odplul severno le s 75 možmi. Te pomanjkljivosti so spodbudile kongres, da je ukazal Washingtonu, naj pošlje še več vojakov na sever. Konec aprila je Washington odredil deset regimentov, pod vodstvom generalov William Thompsona in John Sullivana , naj gredo na sever iz New Yorka. To je bistveno zmanjšalo Washingtonove sile, ki so se pripravljale na britanski napad tam. To je prav tako razkrilo težave s transportom: a jezerih George in Champlain je bilo premalo pomorščakov, da bi lahko zlahka premaknili vse te može. Poleg tega je bila v Quebecu tudi pomanjkanje zalog in veliko ladijskega prometa je bilo potrebnega za premik materialov namesto mož. Zaradi tega so bili Sullivanovi moški zadržani v Ticonderogi in Sullivan ni dosegel Sorel, Quebec do začetka junija.
General Wooster je prispel v ameriško taborišče pred mestom Quebec v začetku aprila z okrepljeno enoto. Okrepitev je še naprej prihajala z juga v skromnih številkah, dokler ni na koncu aprila prispel general Thomas in prevzel poveljstvo nad enoto, ki je nominalno štela preko 2.000 mož, a je v resnici bila znatno zmanjšana zaradi posledic črnih koz in težav kanadske zime. Govorice so se začele širiti 2. maja, da britanske ladje plujejo po reki. Thomas je 5. maja sklenil, da bo evakuiral bolne v Trois-Rivières, preostali enoti pa se umaknili, ko bo to mogoče. Pozno tistega dne je prejel obvestilo, da je 15 ladij 40 league (190 km)  pod mestom in čakajo na ugodne pogoje, da pridejo po reki. Tempo evakuacije taborišča je naslednji dan pridobil občutek nujnosti, ko so opazili jambore ladij; veter se je spremenil in 3 ladje flote so dosegle mesto.

### Britanske čete
Po tem, ko so novice o Lexingtonu in Concordu dosegle London, je vlada lorda Northa, zavedajoč se, da bo potrebovala podporo tujih vojakov za boj proti uporu, začela pogajati z evropskimi zavezniki o uporabi njihovih vojakov v Severni Ameriki. Zahteve Katarine Velike za ruske vojake so bile zavrnjene, toda številne|nemške kneževine so bile pripravljene ponuditi svoje. Od 50.000 vojakov, ki jih je Britanija mobilizirala leta 1776, je skoraj ena tretjina prišla iz peščice teh kneževin; število vojakov iz kneževin Hesse-Cassela in Hesse-Hanau je povzročilo, da so jih imenovali Hessianci ali hessijski vojaki. Od teh 50.000 mož jih je približno 11.000 bilo namenjenih za službo v Quebecu. Vojaki iz Hesse-Hanau in Brunswick-Lüneburga so februarja 1776 odpluli v Cork na Irskem, kjer so se pridružili konvoju, ki je prevažal britanske vojake in odplul v začetku aprila.
Carleton, obveščen o tempu dejavnosti v ameriškem taborišču, je hitro razpostavil okrepitev s prispelih ladij in okoli poldneva je s silo okoli 900 vojakov marširal, da bi preizkusil Američane. Ameriški odziv je bil v bistvu panika; začel se je neurejen umik, ki bi se lahko končal še bolj katastrofalno za Američane, če bi Carleton izkoristil svojo prednost. Upajoč, da bo s popustljivim odnosom pridobil upornike, je bil zadovoljen, da pošlje ladje po reki, da bi nadlegoval Američane in jih morda tudi zajel. Prav tako je ujel nekaj Američanov, večinoma bolnih in ranjenih, vendar tudi oddelek vojakov, ki so bili zapuščeni na južni strani St. Lawrence. Američani so v svoji naglici, da bi pobegnili, pustili številne dragocene vojaške predmete a seboj, vključnos topovi in smodnikom. Ponovno so se združili 7. v Deschambault, Quebec, približno 40 mi (64 km) navzgor od Quebec Citya. Thomas je tam sklical vojaški svet, v katerem je večina vodstva podpirala umik. Thomas se je odločil, da obdrži 500 mož v Deschambaultu, medtem ko je poslal ostale v Sorel in poslal sporočilo v Montreal po pomoč, saj so imeli mnogi vojaki na sebi le oblačila in še nekaj dni zalog.
Kongresna delegacija v Montrealu je po prejemu te novice ugotovila, da ne bo več mogoče zadržati Saint Lawrenca in je proti Deschambaultu poslala le majhno število vojakov. Thomas je, potem ko je šest dni čakal na novice iz Montreala in ni slišal ničesar, začel umikati proti Trois-Rivières, a ne prej, preden je moral odgnati zasledovalce iz enot, ki so se iz britanskih ladij izkrcale na reki. 15. maja so prispeli v Trois-Rivières, kjer so pustili bolne in oddelek vojakov iz New Jerseyja, da jih branijo. Do 18. so se preostali vojaki pridružili okrepitvam pod generalom Thompsonom v Sorelu, kjer je 21. potekal posvet z kongresnimi delegati. Thomas je istega dne zbolel za črnimi kozami in umrl 2. junija. Zamenjal ga je Thompson.

## Carletonov protinapad

### Trois-Rivières
6. maja 1776 je mala eskadra britanskih ladij pod kapitanom Charlesom Douglasom prispela, da bi oskrbela Quebec s potrebščinami in 3.000 vojaki, kar je privedlo do umika Američanov v Sorel. Vendar general Carleton ni sprejel pomembnih ofenzivnih ukrepov, dokler 22. maja ni odplul v Trois-Rivières z 47. in 29. regimentom. Medtem ko je prejel novice o uspehu Forsterja v Les Cèdres, je namesto, da bi napredoval, vrnil v Quebec City, Allen Maclean pa je ostal na položaju v Trois-Rivières. Tam je srečal generale John Burgoyna, ki je prispel 1. junija z veliko močjo večinoma irskih rekrutov, hessijanskimi najemniki in vojn blagajno.
Američani v Sorelu so, ko so prejeli novice, da je v Trois-Rivières "le 300 mož", menili, da bi morali biti poslati silo iz Sorela, da bi prevzeli Trois-Rivières nazaj. Nezavedajoč se, da so prišle večje britanske okrepitve in nepoznavajoč topografijo okoli mesta, je general Thompson vodil 2.000 moških najprej v močvirje, nato pa v zobe okrepljenee, utrjene britanske vojske. Ta katastrofa je vključevala ujetje Thompsona in mnogih njegovih višjih častnikov, kot tudi 200 mož in večino ladij, uporabljenih za ekspedicijo ter napovedovala konec ameriške okupacije Quebca. Ameriške sile v Sorelu, zdaj pod poveljstvom generala Sullivana, so se umaknile. Carleton spet ni izkoristil svoje prednosti, celo do te mere, da je kasneje ujetnike vrnil v New York v avgustu.

### Umik na Crown Point
Zgodaj 14. junija je Carleton končno odplul s svojo vojsko po reki proti Sorelu. Ko so tja prispeli pozno popoldne, so odkrili, da so Američani prav to jutro zapustili Sorel in se umikali po dolini reke Richelieu proti Chamblyju in St. Johns. Za razliko od odhoda iz Quebec Cityja so Američani odšli v nekoliko bolj urejenem redu, čeprav so se nekatere enote ločile od glavne sile zaradi prihoda Carletonove flote in so bile prisiljene maršhirati v Montreal, da se pridružijo Arnoldovim silam. Carleton je ukazal generalu Burgoynu in 4.000 vojakom, naj se odpravijo po reki Richelieu za umikajočimi se Američani, medtem ko je Carleton nadaljeval plovbo proti Montrealu.
V Montrealu je bil Arnold nezavedajoč se dogodkov, ki so se odvijali po reki, potem ko je nedavno končal z Forsterjem. Oglednik, ki ga je poslal po reki proti Sorelu 15. junija po novicah o generalu Sullivanu, je opazil Carletonovo floto in pobegnil na obalo in prinesel novice v Montrealu na ukradenem konju. V štirih urah so Arnold in ameriške sile, ki so se zadrževale okoli Montreala, zapustile mesto (a ne pred tem, da bi ga poskusile sežgati ) in ga pustile v rokah lokalne milice. Carletonova flota je prispela v Montreal 17. junija.
Arnoldove enote so 17. junija dohitele glavno vojsko blizu St. Jeana. Sullivanova vojska ni bila v stanju za bo in po kratkem svetu so se odločili, da se umaknejo v Crown Point. Vojska naj bi pobegnila iz St. Jeana skoraj dobesedno trenutke pred tem, ko je na prizorišče prispela predhodnica Burgoyneove vojske.
Ostanki ameriške vojske so prispeli v Crown Point v začetku julija, kar je končalo kampanjo, ki jo je Isaac Senter, zdravnik, ki je izkusil veliko te kampanje, opisal kot "heterogeno veriženje najbolj nenavadnih in neprimerljivih zavrnitev in trpljenja, ki jih morda najdemo v analih katerega koli naroda". Na žalost za Američane kampanja pravzaprav ni bila končana, saj so Britanci še vedno bili v gibanju.

### Gradnja ladij in politika
Američani so bili previdni pri vsakem koraku umika po Richelieu in čez jezero Champlain, da bi Britancem za seboj pustili kakršnokoli pomembno ladjevje, saj so zažigali ali potapljali vse čolne, ki jih niso vzeli s seboj. To je britanske prisililo, da so preživeli več mesecev z gradnjo ladij. Carleton je 28. septembra poročal Londonu, da "pričakujem, da se naša flota kmalu poda na morje z upanjem na uspeh, če pride do akcije". General Arnold je, ko sta on in Ethan Allen zavzela Fort Ticonderoga, ustanovil malo mornarico, ki je še vedno patruljirala po jezeru Champlain.
Medtem ko so Britanci sestavljali mornarico, da bi nasprotovali Arnoldovi, je Carleton urejal zadeve v Montrealu. Še preden so se Američani umaknili iz Quebec Cityja, je ustanovil odbore, da bi preučili vloge lokalnih simpatizerjev patriotov, jih pošiljal po podeželju, da aretirajo aktivne udeležence v ameriški odpravi, vključno tiste, ki so imeli zaprte lojaliste. Ko je prispel v Montreal, so bile ustanovljene podobne komisije.

### Otok Valcour
General Horatio Gates je v začetku julija prevzel poveljevanje severnim silam Kontinentalne vojske. Takoj je premaknil večino vojske v Ticonderogo, pri čemer je pustil enoto približno 300 mož v Crown Pointu. Vojska se je ukvarjala z izboljševanjem obramb na Ticonderogi, medtem ko je bil Arnold zadolžen za krepitev ameriške flote v Crown Pointu. Čez poletje so v Ticonderogo pripotovali okrepitev, dokler ni bila vojska ocenjena na 10.000 močž. Manjša vojska ladjedelcev je delala v Skenesboroughu (danes vas Whitehall, New York) na gradnji ladij, potrebnih za zaščito jezera.
Carleton se je začel premikati 7. oktobra. Do 9. oktobra je bila britanska flota na jezeru Champlain. V bitki pri otoku Valcour, ki se je začela 11. oktobra, so Britanci povzročili hude poškodbe Arnoldovi floti, kar ga je prisililo, da se umakne v Crown Point. Ker je čutil, da Crown Point ne bo zadostna zaščita pred dolgotrajnim britanskim napadom, se je nato umaknil v Ticonderogo. Britanske sile so 17. oktobra okupirale Crown Point.
Carletonove čete so ostale pri Crown Point dva tedna, nekater pa so se premaknili na 3 mi (4,8 km) od Ticonderoge, očitno v poskusu, da bi premaknili Gatesovo vojsko. Dne 2. novembra so se umaknili iz Crown Point in se umaknili v zimska bivališča v Quebecu.

## Posledice
Invazija Quebeca se je končala kot katastrofa za Američane, a Arnoldovi akciji pri umiku iz Quebeca in njegova improvizirana mornarica na jezeru Champlain sta bili odgovorni za zamudo britanske protinapadalne akcije do leta 1777. Številni dejavniki so bili predstavljeni kot razlogi za neuspeh invazije, vključno z visoko stopnjo [Črne koze|črnih koz]] med ameriškimi vojaki.
Carleton je bil močno kritiziran s strani Burgoyna, ker ni bolj odločno zasledoval ameriškega umika iz Quebeca. Zaradi teh kritik in dejstva, da Carleton ni bil priljubljen pri lordu Georgeu Germainu, britanskem ministru za kolonije in uradniku v vladi kralja Jurija III., ki je bil odgovoren za usmerjanje vojne, je bilo poveljstvo saratoške ofenzive 1777 podeljena generalu Burgoynu (dejanje, ki je pripeljalo do Carletonovega odstopa kot guvernerja Quebeca).
Pomemben del kontinentalnih sil pri Fort Ticonderoga je bil poslan na jug z generaloma Gatesom in Arnoldom novembra, da bi okrepili Washingtonovo oslabelo obrambo New Jerseyja. (ta je že je izgubil New York City in do začetka decembra prečkal reko Delaware v Pensilvaniji, kar je Britancem pustilo proste roke za delovanje v New Jerseyju.) Osvajanje Quebeca in drugih britanskih kolonij je ostalo cilj Kongresa skozi celotno vojno. Vendar pa je George Washington, ki je podprl to invazijo, vsako nadaljnjo ekspedicijo štelo za nizko prioriteto, ki bi preusmerila preveč ljudi in virov od glavne vojne v Trinajstih kolonijah, zato nadaljnji poskusi ekspedicij na Quebec nikoli niso bili v celoti uresničeni.
Več sto ljudi britanskega in francoskega porekla je po umiku leta 1776 še naprej služilo v vrstah kontinentalne vojske. Pod živahnim vodenjem Livingstona in Hazen so služili na različnih bojiščih vojne, vključno z obleganjem Yorktowna. Ker si niso mogli povrniti premoženja, ki so ga izgubili v provinci Quebec, so mnogi ostali v vojski iz nuje in nenehno pritiskali na ameriške politične in vojaške oblasti, naj izpolnijo svoje finančne obljube. Ob koncu vojne so se Canadiens ponovno združili z ženskami in otroki, ki so preživeli na vojno v Albanyju in Fishkillu, New York na stroških kongresa; nekateri so sprejeli priložnost za naselitev severnega New Yorka, namenjenega za "begunce" iz Kanade in Nove Škotske.
Med mirovnimi pogajanji v Parizu (1783) so ameriški pogajalci, vključno z [[Benjaminom Franklinom, neuspešno zahtevali celoten Quebec kot del vojnega plena. Na koncu je Britanija novim Združenim državam odstopila le dele jugozahodnega Quebeca. Med vojno leta 1812 so Američani izvedli še en napad na Britansko Severno Ameriko in ponovno pričakovali, da jih bo lokalno prebivalstvo podprlo. Ta neuspešni napad je danes obravnavan kot pomemben dogodek v zgodovini Kanade; celo trdi se, da je to rojstvo sodobne kanadske identitete.